# Little Gamers
Little Gamers (LG) är en webbserie skapad 1 december 2000 av Christian Fundin, och senare övertagen av Pontus Madsen. 
Serien handlar om Christian, Pontus (känd som Mr. Madsen) och en vän till dem som heter Marcus; deras vänner, flickvänner, livet i största allmänhet och - främst - spel. Ibland förekommer även specialskrivna avsnitt om större världshändelser. Den innehåller också sporadiskt gästserier från andra webbserier.
Figurerna är ritade och beskrivs som "de oäkta barnen till Hello Kitty och Bomberman".[källa behövs]
Serien och dess författare driver med de människor som driver med dem. Om serien och handlingen, säger Pontus Madsen: "Jag ser personligen inte LG som en webbserie, eftersom vi inte har något '2 månader före schemat i serier och handlingar'...Jag ser det mer som en blogg, om vad som händer i våra liv, och överdrivet för att bli lite roligare än CNN. Jag ser inte längre heller Penny Arcade som en webbserie, utan ser också den som en 'blogg', som till skillnad från LG har nånting ritat för att illustrera ett inlägg - LG är tvärtom."[källa behövs]

## Figurer
- Mr. (Pontus) Madsen är seriens huvudperson tillsammans med Christian. Han är känd för sitt användande av leet och sin besatthet av en stor samling pr0n. Han är delvis dansk. Han är 27, gillar pr0n och Final Fantasy och ogillar Christian.
- Christian (Fundin) är en inkarnation av skaparen. Han är 25, älskar att spela Tekken Tag Tournament, Caroline och Final Fantasy. Ogillar att ha för lite tid och för många idéer.
- Marcus (Olofsson) älskar sexdockor. Det verkar som att Marcus aldrig kommer att få ha en riktig flickvän i serien, huvudsakligen för att det är han som får allt i verkliga livet. Sexdockorna är en sorts stående skämt i serien. Han är 26, gillar skateboardåkning, tänka på tjejer (riktiga) och att spela Final Fantasy. Ogillar att få spö i Soul Calibur.
- Joel, en av skaparnas vänner är från San Diego. Han älskar matlagning, att lyssna på musik och prata. Är för närvarande singel. Han är 25 och gillar alla glädjegivande saker.
- MC Browneye, en blid man som gillar långa promenader på stranden och att titta på solnedgången. Han är i övre 20-årsåldern.
- The Cute Ninjas är ninjor som dyker upp ibland. Dödliga, men som namnet antyder, söta. Ingen vet egentligen var de kommer ifrån.
- Nette och Caroline är killarnas flickvänner. Caroline är Christians flickvän[1] och Nette är Mr. Madsens flickvän[2].
- Machall Boyd, en politiskt intresserad rollfigur som debatterar med Mr. Madsen (mest om George W. Bush). Dessa är ritade av Pontus Madsen i en annorlunda stil. Representerar Matt Boyd, medskapare till Mac Hall.

## Samlingar
2005 publicerade Little Gamers sin första seriesamling i bokform. Februari 2008 har fyra seriesamlingar givits ut.

### Little Gamers Book #1
Detta är den första boken som släpptes 2005. Den innehåller serie ett till 300. Precis som bok två och tre är den tryckt i Sverige. Hittills har den tryckts i två upplagor och 124 sidor lång.

#### Förord
Bok ett innehåller fem förord av
- Naku - flitig bidragsgivare till Little Gamers-bloggen.
- Barry T. Smith - författare till InkTank.
- Tim Buckley - skapare av webbserien Ctrl+Alt+Del.
- Matt Boyd - medskapare till webbserien Mac Hall.
- Weebl & Bob - två huvudfigurer från flash-serien med samma namn skriven av Jonti Picking och Chris Vick.

### Little Gamers Book #2
Detta är den andra boken som släpptes 2006. Den innehåller serie 300 till 600. Precis som bok ett och tre är den tryckt i Sverige. Den är 124 sidor lång som bok ett.

#### Förord
Bok två innehåller fyra förord av
- Fred Gallagher - medskapare av webbserien Megatokyo.
- Kent Earle - medskapare av White Ninja Comics.
- Steven L. Cloud - skapare av webbserien Boy on a Stick and Slither.
- Lem - skapare av webbserien Bunny.

### Little Gamers Book #3
Detta är den tredje boken som släpptes februari 2007. Den innehåller serie 600 till 900. Detta är den första boken med alla serierna i färg. Pontus Madsen ritade om de flesta serierna för färg.

#### Förord
Bok tre har förord av
- Duke Ferris - utgivare för spelsajten Game Revolution.
- J. Jacques - författare till webbserien Questionable Content.
- Dave Cheung - en av författarna bakom webbserien Chugworth Academy.